# Coppa europea di calcio CONIFA 2015

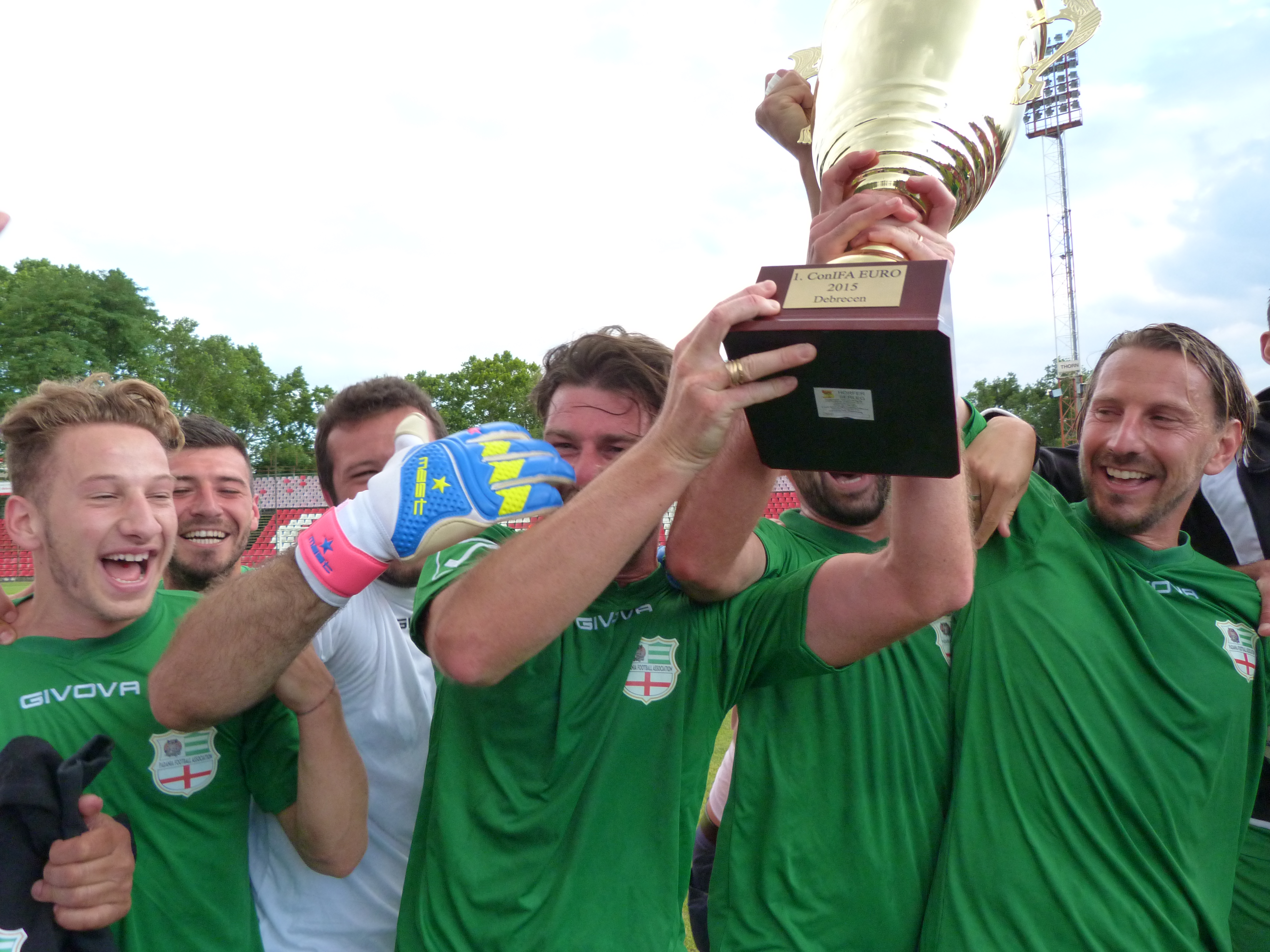
I giocatori padania che hanno vinto il trofeo del campione Coppa europea di calcio ConIFA 2015

La Coppa europea di calcio CONIFA 2015 è stata la 1ª edizione dell'omonimo torneo organizzato dalla CONIFA.
La fase finale si è disputata nel giugno 2015 in Ungheria, e ha visto la vittoria finale della Padania.

## Fase finale

### Scelta della sede
Nel giugno 2014, in seguito al successo della prima Coppa del mondo CONIFA, in Lapponia, la CONIFA ha annunciato che un torneo europeo per nazionali nel 2015. Nel comunicato, tre membri della CONIFA hanno chiesto di ospitare la prima Coppa europea di calcio:
- Abcasia
- Artsakh
- Isola di Man

Nell'agosto 2014 l'Isola di Man è stata scelta come paese ospitante e tutte le partite si sarebbero disputate al The Bowl, lo stadio principale dell'isola, in cui si disputavano tutte le partite. Tuttavia, le gare Tourist Trophy erano state programmate per il periodo dal 30 maggio al 12 giugno 2015, il giorno prima dell'inizio del torneo. Di conseguenza a causa della mancanza di spazio negli hotel, la CONIFA ha preso la decisione di ristrutturare il torneo, infatti la fase a gironi sarebbe stata disputata a Londra e nei dintorni tra il 14 e il 18 giugno, e il The Bowl sarebbe stato utilizzato per le semifinali e la finale del 20 e 21 giugno. A febbraio 2015, poco dopo l'annuncio che il torneo sarebbe stato disputato tra l'Isola di Man e l'Inghilterra meridionale, i due luoghi scelti per la fase a gironi della competizione sono stati, il Kingfield Stadium e il Paddy Power Park.
Tuttavia, nel marzo 2015 la CONIFA ha annunciato di aver preso la decisione di spostare il torneo lontano dall'Isola di Man, ovvero in Terra dei Siculi.

## Città e stadi
Dopo l'annuncio dello spostamento della sede in Terra dei Siculi, fu originariamente dichiarato che l'intero torneo sarebbe stato disputato a Budapest, per poi essere spostato a Debrecen.
| Debrecen | Debrecen              | Debrecen                       |
| Debrecen | Stadion Oláh Gábor Út | Stadio Gyulai István Atlétikai |
| Debrecen | Capacità: 10.200      | Capacità: 3.000                |
|          |                       |                                |

## Squadre partecipanti
| Squadra          |
| ---------------- |
| Alta Ungheria    |
| Contea di Nizza  |
| Ellan Vannin     |
| Padania          |
| Romanì           |
| Terra dei Siculi |

## Fase a gironi

### Gruppo A
| Pos | Squadra          | G | V | N | P | GF | GS | DG | Pt | Risultato                             |
| --- | ---------------- | - | - | - | - | -- | -- | -- | -- | ------------------------------------- |
| 1   | Contea di Nizza  | 2 | 2 | 0 | 0 | 7  | 3  | +4 | 6  | Qualificate alla fase successiva      |
| 2   | Alta Ungheria    | 2 | 1 | 0 | 1 | 4  | 5  | −1 | 3  | Qualificate alla fase successiva      |
| 3   | Terra dei Siculi | 2 | 0 | 0 | 2 | 3  | 6  | −3 | 0  | Qualificata al torneo per il 5º posto |

| Debrecen 17 giugno 2015, ore 20:00                                                | Contea di Nizza | 3 – 2 referto   | Terra dei Siculi | Oláh Gábor utcai Stadion |
| \| \| \| \| \| Franck Delerue Malik Tchokounte \| Marcatori \| Hodgyai Magyari \| |                 |                 |                  |                          |
|                                                                                   |                 |                 |                  |                          |
| Franck Delerue Malik Tchokounte                                                   | Marcatori       | Hodgyai Magyari |                  |                          |

| Debrecen 18 giugno 2015, ore 20:00                            | Alta Ungheria | 3 – 1 referto | Terra dei Siculi | Oláh Gábor utcai Stadion |
| \| \| \| \| \| Dalkoni Magyar Kosa \| Marcatori \| Magyari \| |               |               |                  |                          |
|                                                               |               |               |                  |                          |
| Dalkoni Magyar Kosa                                           | Marcatori     | Magyari       |                  |                          |

| Debrecen 19 giugno 2015, ore 20:00                                                            | Contea di Nizza | 4 – 1 referto | Alta Ungheria | Oláh Gábor utcai Stadion |
| \| \| \| \| \| Jacques Onda Franck Delerue Romain Andrea Tarek Jaziri \| Marcatori \| Kosa \| |                 |               |               |                          |
|                                                                                               |                 |               |               |                          |
| Jacques Onda Franck Delerue Romain Andrea Tarek Jaziri                                        | Marcatori       | Kosa          |               |                          |

### Gruppo B
| Pos | Squadra      | G | V | N | P | GF | GS | DG | Pt | Risultato                             |
| --- | ------------ | - | - | - | - | -- | -- | -- | -- | ------------------------------------- |
| 1   | Padania      | 2 | 2 | 0 | 0 | 4  | 2  | +2 | 6  | Qualificate alla fase successiva      |
| 2   | Ellan Vannin | 2 | 1 | 0 | 1 | 3  | 2  | +1 | 3  | Qualificate alla fase successiva      |
| 3   | Romanì       | 2 | 0 | 0 | 2 | 3  | 6  | −3 | 0  | Qualificata al torneo per il 5º posto |

| Debrecen 17 giugno 2015, ore 20:00                                            | Romanì    | 2 – 3 referto             | Padania | Oláh Gábor utcai Stadion |
| \| \| \| \| \| S.Horvath R.Csoka \| Marcatori \| Tignonsini Garavelli Rota \| |           |                           |         |                          |
|                                                                               |           |                           |         |                          |
| S.Horvath R.Csoka                                                             | Marcatori | Tignonsini Garavelli Rota |         |                          |

| Debrecen 18 giugno 2015, ore 20:00                                                                 | Ellan Vannin | 3 – 1 referto | Romanì | Oláh Gábor utcai Stadion |
| \| \| \| \| \| Seamus Sharkey 11’ Frank Jones 49’ Chris Bass Jr 55’ \| Marcatori \| 29’ I.Irhas \| |              |               |        |                          |
| |              |               |        |                          |
| Seamus Sharkey 11’ Frank Jones 49’ Chris Bass Jr 55’                                               | Marcatori    | 29’ I.Irhas   |        |                          |

| Debrecen 19 giugno 2015, ore 20:00          | Ellan Vannin | 0 – 1 referto | Padania | Oláh Gábor utcai Stadion |
| \| \| \| \| \| \| Marcatori \| Prandelli \| |              |               |         |                          |
|                                             |              |               |         |                          |
|                                             | Marcatori    | Prandelli     |         |                          |

## Fase a eliminazione diretta
Si qualificano a questa fase tutte le vincitrici e le seconde classificate della fase a gironi.

### Tabellone
|  | Semifinali      | Semifinali      | Semifinali |         |                 | Finale          | Finale          | Finale          |  |
|  |                 |                 |            |         |                 |                 |                 |                 |  |
|  | Contea di Nizza | Contea di Nizza | 3          |         |                 |                 |                 |                 |  |
|  | Contea di Nizza | Contea di Nizza | 3          |         |                 |                 |                 |                 |  |
|  | Ellan Vannin    | Ellan Vannin    | 1          |         |                 |                 |                 |                 |  |
|  | Ellan Vannin    | Ellan Vannin    | 1          |         | Contea di Nizza | Contea di Nizza | 1               |                 |  |
|  |                 |                 |            |         | Contea di Nizza | Contea di Nizza | 1               |                 |  |
|  |                 |                 | Padania    | Padania | 4               |                 |                 |                 |  |
|  | Padania         | Padania         | Padania    | Padania | 4               | 5               |                 |                 |  |
|  | Padania         | Padania         |            |         |                 | 5               |                 |                 |  |
|  | Alta Ungheria   | Alta Ungheria   | 0          |         |                 | Finale 3º posto | Finale 3º posto | Finale 3º posto |  |
|  | Alta Ungheria   | Alta Ungheria   | 0          |         |                 |                 |                 |                 |  |
|  |                 |                 |            |         |                 |                 |                 |                 |  |
|  |                 |                 |            |         |                 | Ellan Vannin    | Ellan Vannin    | 1 (5)           |  |
|  |                 |                 |            |         |                 | Ellan Vannin    | Ellan Vannin    | 1 (5)           |  |
|  |                 |                 |            |         |                 | Alta Ungheria   | Alta Ungheria   | 1 (3)           |  |

|  | Finale 5º posto  |                  |   |  |
|  |                  |                  |   |  |
|  | Terra dei Siculi | Terra dei Siculi | 2 |  |
|  | Romanì           | Romanì           | 4 |  |

### Finale 5º-6º posto
| Debrecen 19 giugno 2015, ore 20:00                                 | Romanì    | 4 – 2 referto | Terra dei Siculi | Oláh Gábor utcai Stadion |
| \| \| \| \| \| Oivido Irhas Horvath \| Marcatori \| Mate Silion \| |           |               |                  |                          |
|                                                                    |           |               |                  |                          |
| Oivido Irhas Horvath                                               | Marcatori | Mate Silion   |                  |                          |

### Semifinali
| Debrecen 20 giugno 2015, ore 20:00                                                        | Contea di Nizza | 3 – 1 referto | Ellan Vannin | Oláh Gábor utcai Stadion |
| \| \| \| \| \| Romain Girand Franck Delerue Lionel Floridi \| Marcatori \| Frank Jones \| |                 |               |              |                          |
|                                                                                           |                 |               |              |                          |
| Romain Girand Franck Delerue Lionel Floridi                                               | Marcatori       | Frank Jones   |              |                          |

| Debrecen 20 giugno 2015, ore 20:00                                      | Padania   | 5 – 0 referto | Alta Ungheria | Oláh Gábor utcai Stadion |
| \| \| \| \| \| Prandelli Mazzotti De Peralta Baruwah \| Marcatori \| \| |           |               |               |                          |
|                                                                         |           |               |               |                          |
| Prandelli Mazzotti De Peralta Baruwah                                   | Marcatori |               |               |                          |

### Finale 3º posto
| Debrecen 21 giugno 2015, ore 20:00                                                      | Ellan Vannin         | 1 – 1 referto | Alta Ungheria | Oláh Gábor utcai Stadion |
| \| \| \| \| \| Chris Bass Jr \| Marcatori \| Magyar \| \| \| Tiri di rigore 5 – 3 \| \| |                      |               |               |                          |
|                                                                                         |                      |               |               |                          |
| Chris Bass Jr                                                                           | Marcatori            | Magyar        |               |                          |
|                                                                                         | Tiri di rigore 5 – 3 |               |               |                          |

### Finale
| Debrecen 21 giugno 2015, ore 20:00                                                                       | Padania   | 4 – 1 referto  | Contea di Nizza | Oláh Gábor utcai Stadion |
| \| \| \| \| \| Fabricio De Peralta Stefano Tignonsini Matteo Prandelli \| Marcatori \| Franck Delerue \| |           |                |                 |                          |
| |           |                |                 |                          |
| Fabricio De Peralta Stefano Tignonsini Matteo Prandelli                                                  | Marcatori | Franck Delerue |                 |                          |

## Classifica finale
| Pos | Gr | Squadra          | G | V | N | P | GF | GS | DG  |
| --- | -- | ---------------- | - | - | - | - | -- | -- | --- |
| 1   | B  | Padania          | 4 | 4 | 0 | 0 | 13 | 3  | +10 |
| 2   | A  | Contea di Nizza  | 4 | 3 | 0 | 1 | 11 | 8  | +3  |
|     |    |                  |   |   |   |   |    |    |     |
| 3   | B  | Ellan Vannin     | 4 | 1 | 1 | 2 | 5  | 6  | −1  |
| 4   | A  | Alta Ungheria    | 4 | 1 | 1 | 2 | 5  | 11 | −6  |
|     |    |                  |   |   |   |   |    |    |     |
| 5   | B  | Romanì           | 3 | 1 | 0 | 2 | 7  | 8  | −1  |
| 6   | A  | Terra dei Siculi | 3 | 0 | 0 | 3 | 5  | 10 | −5  |

## Statistiche

### Classifica marcatori
5 reti
- Franck Delarue

4 reti
- Matteo Prandelli

3 reti
- Fabricio Porcel De Peralta

2 reti
- Stefano Tignonsini
- Franck Jones
- Chris Bass Jr
- Magyar
- Kosa
- Magyari
- R.Horvath
- I.Irhas
- J.Oivido

1 rete
- Marco Garavelli
- Andrea Rota
- Mazzotti
- Enoch Barwuah
- Malik Tchokounte
- Jacques Onda
- Romen
- Tarek Jaziri
- Lionel Floridi
- Romain Girand
- Seamus Sharkey
- Hodgyai
- Silion
- Mate
- R.Csoka
- Dalkoni

### Falli e scorrettezze

#### Cartellino giallo
- Baptiste Delfino (Isola di Man)
- Sébastien Gignoli (Isola di Man)
- Jonathan Minasi (Isola di Man)
- Alexandre Beaudouin (Alta Ungheria)
- Sam Caine (Rom)
- Ciaran McNulty (Rom)
- T.Weir (Padania)
- Jack McVey (Padania)
- Sean Quake (Contea di Nizza)
- Seamus Sharkey (Alta Ungheria)
- L.Szöcs (Alta Ungheria)
- L.Hodgyai (Contea di Nizza)
- N.Denes (Contea di Nizza)
- Norbert Benkö (Contea di Nizza)
- A.Kovacs (Contea di Nizza)
- A.Pizotta (Isola di Man)

- S.Nemeth (Isola di Man)
- B.Lakatos (Isola di Man)
- J.Kertesz (Padania)
- P.Nagy (Padania)
- Zsolt Magyar (Isola di Man)
- A.Dalnoki (Isola di Man)
- L.Pasztor (Isola di Man)
- Z.Novota (Isola di Man)
- L.Pasztor (Terra dei Siculi)
- Z.Novota (Terra dei Siculi)
- Matteo Prandelli (Alta Ungheria)
- Antonio Pizzolla (Alta Ungheria)
- Andrea Rota (Isola di Man)
- Giulio Valente (Isola di Man)
- Nicola Mazotti (Isola di Man)
- Luca Ferri (Rom)

#### Cartellino rosso
- Baptiste Delfino (Padania)
- Sébastien Gignoli (Padania)
- N.Denes (Contea di Nizza)
- A.Kovacs (Contea di Nizza)
- Nicola Mazzotti (Contea di Nizza)
- Z.Novota (Terra dei Siculi)
- S.Nemeth (Isola di Man)

#### Rapporto della squadra
| Pos. | Squadra          | Gruppo |   | Ammonizione |
| ---- | ---------------- | ------ | - | ----------- |
| 1    | Terra dei Siculi | A      | 2 | 5           |
| 2    | Contea di Nizza  | A      | 2 | 4           |
| 3    | Padania          | B      | 1 | 7           |
| 4    | Alta Ungheria    | A      | 1 | 6           |
| 5    | Romanì           | B      | 1 | 4           |
| 6    | Ellan Vannin     | B      | 0 | 6           |